# 2794 Kulik
2794 Kulik је астероид главног астероидног појаса са средњом удаљеношћу од Сунца која износи 2,445 астрономских јединица (АЈ).
Апсолутна магнитуда астероида је 12,7.